# Josef František z Wallisu
Josef František hrabě Wallis z Carighmainu (německy Joseph Franz von Wallis, 31. srpna 1767 Praha – 18. listopadu 1818 Vídeň) byl rakouský šlechtic z původně irského rodu Wallisů z Karighmainu. Působil jako státník a úředník a krátce také jako moravský zemský hejtman.

## Rodina
Pocházel z původně irského rodu Wallisů, jehož někteří členové se usadili v 17. století v habsburské monarchii. Byl synem viceprezidenta pražského apelačního soudu hraběte Františka Arnošta z Wallisu a jeho manželky hraběnky Anny Marie Maxmiliány ze Schaffgotsche. Byl synovcem polního maršála a prezidenta dvorské válečné rady Michaela Jana z Wallisu a polního zbrojmistra Oliviera Remigia z Wallisu. Jeho strýcem z matčiny strany byl českobudějovický biskup Jan Prokop ze Schaffgotsche.

### Rodina a potomstvo
Od roku 1788 byl ženatý s Marií Luisou z Valdštejna, neteří Wallisova předchůdce ve funkci moravského gubernátora Josefa Karla z Ditrichštejna a sekavského biskupa Jana Bedřicha z Valdštejna-Wartenbergu. Měli spolu dva syny Maxmiliána, poslance českého zemského sněmu, Ludvíka a dceru Rosu Barboru Ludoviku.

### Kariéra
Jeho vychovatel byl teolog Augustin Zippe. Státní službu zahájil roku 1788 u dolnorakouského zemského práva, o rok později se stal císařským komořím, v roce 1795 potom apelačním radou. Roku 1798 byl jmenován dvorním radou u spojené českorakouské kanceláře. V roce 1802 se stal českým nejvyšším sudím a tajným radou, o rok později prezidentem pražského apelačního soudu. Od 1. ledna 1805 do 17. června téhož roku stanul krátce v čele moravskoslezského gubernia, poté byl jmenován českým nejvyšším purkrabím. 15. července 1809 byl jmenován prezidentem dvorské komory, kterým zůstal do 16. dubna 1813, kdy byl jmenován státním a konferenčním ministrem. Během jeho vedení úřadu došlo k v roce 1811 ke státnímu bankrotu a znehodnocení měny. 23. prosince 1817 byl jmenován prezidentem nejvyššího soudního místa, za necelý rok však podlehl mozkové mrtvici.
Na svých moravských panstvích Budíškovice, Moravské Budějovice a Budeč u Dačic se zasloužil o rozvoj ovocnářství, jeho vyšlechtěné odrůdy patřily mezi nejlepší v tehdejší době. Na Moravě dále vlastnil statky Jackov, Krnčice, Knínice, Červený Hrádek a Horní Slatina a v Čechách potom panství Plánice, Němčice a Lovčice.
Pro své zásluhy během francouzské okupace v roce 1805 byl jmenován nejdříve komandérem (1806) a později vyznamenán velkokřížem řádu svatého Štěpána. Byl také vyznamenán řádem Zlatého rouna.